# Lucy Page Mercer Rutherfurd
Lucy Page Mercer Rutherfurd (26. april 1891 – 31. juli 1948) anses blandt historikere for at have være elskerinde for den amerikanske præsident Franklin Delano Roosevelt. Hun var sammen med Roosevelt den dag han døde i 1945.

## Baggrund
Født i Washington, D.C. var Lucy Page Mercer den yngre datter af Carroll Mercer (1857-1917) og hans kone, som var født Minna Leigh Tunis (1863-1947). Begge tilhørte prominente familier fra Maryland og Virginia, man havde ikke mange penge og blev separeret kort før 1. Verdenskrig. Hun havde en søster, Violetta Carroll Mercer (1889-1947, gift med William Berry Marbury).

## Affære med Franklin Delano Roosevelt
Lucy Mercer blev ansat af Franklins kone, Eleanor Roosevelt, som en personlig sekretær i vinteren 1913. Mercer havde tidligere arbejdet i forretning i Washington DC hos Elsie Cobb Wilson, som indrettede det bedre selskabs huse.
Det er uvist hvornår Mercer-Roosevelt-affæren begyndte, men i september 1918 opdagede Eleanor kærlighedsbreve mellem hendes mand og hendes sekretær, da han vendte tilbage fra Europa og led af Den Spanske Syge. Eleanor tilbød sin mand skilsmisse. Den senere præsidents mor Sara Delano Roosevelt, truede imidlertid med at gøre ham arveløs, hvis han lod sig skille. Roosevelt ville ikke opgive sin politiske karriere, så han lovede aldrig at se sin elskerinde igen. Roosevelt fortsatte imidlertid med at se Mercer i årenes løb, i de senere år bistået af sin datter Anna.
Affæren blev kendt i offentligheden i 1966 da den blev afsløret i The Time Between the Wars (Doubleday), en erindringsbog skrevet af Jonathan Daniels, en tidligere Roosevelt medarbejder mellem 1943 og 1945 som da var ansvarshavende redaktør på The News & Observer i Raleigh, North Carolina. Mercers datter og Franklin Delano Roosevelt Jr. afviste imidlertid, at der havde været en romantisk forbindelse mellem deres respektive forældre, men de historiske kilder har imidlertid godtgjort, at der uden tvivl var en forbindelse. Som Daniels sagde om familiens benægtelser: "Jeg er ikke overrasket. De vil prøve at rokke ved denne historie, men den er sand."

## Ægteskab og død
I february 1920 blev Lucy Page Mercer den anden ægtefælle for Winthrop Rutherfurd, en prominent person fra New York med et hestestutteri i Aiken County, South Carolina. Han havde tidligere været hemmeligt forlovet med Consuelo Vanderbilt, hvis mor tvang hende til at hæve deres forlovelse, så hun kunne gifte sig med en engelsk hertug. Rutherfurderne fik et barn: Barbara Mercer Rutherfurd (1922-2005). I 1965 giftede Lewis Polk Rutherfurd — et barnebarn af Winthrop Rutherfurd via denne første kone — sig med Jacqueline Kennedy Onassis' halvsøster Janet Jennings Auchincloss.
Det vides ikke om affæren med Roosevelt fortsatte efter hendes bryllup, men det er sikkert at de tidligere elskende opretholdt kontakten. Ifølge Jonathan Daniels arrangerede Roosevelt i hemmelighed at en privat bil bragte Lucy Rutherfurd til indsættelsesceremonien, da han i 1933 første gang blev indsat som præsident og gav hende en billet til begivenheden. Hun besøgte også ofte Det Hvide Hus når Eleanor Roosevelt var fraværende og mødtes adskillige gange med ham i hans hus i Georgia.
Rutherfurd var sammen med Franklin D. Roosevelt den dag han fik den massive hjerneblødning, som dræbte ham i Warm Springs, Georgia. Roosevelts datter, Anna, havde sørget for at de to kunne mødes. Ifølge præsidentens kusine Laura Delano, som var sammen med præsidenten og Lucy Rutherfurd den dag, trak Lucy sig tilbage til en anden hytte på ejendommen straks efter præsidenten havde fået sin hjerneblødning og blev der indtil hans død kort tid senere. Da hun fik at vide, at han var død forlod hun ejendommen. "Hun var der, da han blev ramt," fortalte Laura Delano The New York Times, "men hun var ikke tilstede da han døde."
Lucy Mercer Rutherfurd døde af leukæmi i New York City i 1948 i en alder af 57. Hun blev begravet på Tranquility Cemetery i Tranquility delen af Green Township, New Jersey.

## Yderligere læsning
- Willis, Resa, "FDR and Lucy: Lovers and Friends" (Routledge, 2004)
- Goodwin, Doris Kearns, "No Ordinary Time", (Simon & Schuster, 1997)
- Lash, Joseph, "Eleanor and Franklin", (Norton, 1971)
- Pottker, Janice, "Sara and Eleanor: The Story of Sara Delano Roosevelt and Her Daughter-in-Law" (Macmillan, 2004)
- Persico, Joseph E., "Franklin & Lucy: President Roosevelt, Mrs. Rutherfurd and the Other Remarkable Women in His Life", (Random House, 2008)